# Jimmy Rogers (bluesgitarist)
Jimmy Rogers, geboren als James A. Lane (Ruleville, 1924 - 19 december 1997), was een Amerikaanse bluesgitarist en componist.

## Biografie
Jimmy Rogers groeide op in Memphis. Zijn muzikale voorbeelden en leermeesters waren Big Bill Broonzy, Joe Willie Wilkins en Robert Lockwood jr. Tijdens de jaren 1940 ging Rogers naar Chicago, waar hij o.a. optrad met Sonny Boy Williamson I, Sunnyland Slim en Big Bill Broonzy.
In 1947 maakte Rogers de eerste opnamen onder zijn eigen naam, die echter niet werden uitgebracht. Tijdens deze periode speelde hij de tweede gitaar bij Muddy Waters, met wie hij vanaf 1949 opnamen maakte voor het niet lang bestaande label Tempo-Tone. In 1950 kwam bij Chess Records zijn eigen nummer That's All Right uit, dat een bluesklassieker zou worden. Er volgden verdere successen, waaronder Sloppy Drunk en Chicago Bound, beide 1954. Als lid van de band van Muddy Waters speelde hij in mei 1952 gitaar bij de instrumentale mondharmonicahit Juke van Little Walter.
In 1955 verliet Rogers de band van Waters om solo te gaan werken. In 1957 verscheen Walking by Myself en in 1959 Rock This House. Daarna trok Rogers zich vergaand terug uit de muziekbusiness, omdat de rock-'n-roll de blues overvleugelde.
Pas begin jaren 1970 keerde Rogers terug in de studio. In 1972 speelde hij met Leon Russell en in 1977 weer met Waters. In Europa werd hij enthousiast opgenomen. Zijn zoon James D. Lane begeleidde hem bij zijn latere optredens en opnamen.
In 1995 werd Jimmy Rogers opgenomen in de Blues Hall of Fame. Toen Rogers overleed, werkte hij net aan een All-Star-project met Eric Clapton, Stephen Stills, Jeff Healey, Taj Mahal, Robert Plant, Jimmy Page, Mick Jagger en Keith Richards. Na zijn dood verscheen het album Blues, Blues, Blues (1999).

## Overlijden
Jimmy Rogers overleed in december 1997 op 73-jarige leeftijd aan de gevolgen van darmkanker.
- Bibliothèque nationale de France: cb13899114z (data)
- Gemeinsame Normdatei: 134500598
- International Standard Name Identifier: 0000 0001 0844 9302
- Library of Congress Control Number: n91094393
- Nationale Bibliotheek van Letland: 000343622
- MusicBrainz: 3362f019-06a5-4591-ab5d-1e331049f14a
- Nationale Bibliotheek van Tsjechië: xx0140619
- Nationale Bibliotheek van Israël: 987007444941105171
- Nederlandse Thesaurus van Auteursnamen: 100593747
- Istituto Centrale per il Catalogo Unico: SBNV106899
- SNAC: w68s5kc3
- Système universitaire de documentation: 082304157
- Virtual International Authority File: 79648438
- WorldCat: E39PBJjxwFcFhr4BFckdGfPqQq